# HPK Hämeenlinna
HPK Hämeenlinna je finski hokejski klub iz Hämeenlinnaja, ki je bil ustanovljen leta 1929. Z enim naslovom finskega državnega prvaka je eden uspešnejših finskih klubov. 

## Lovorike
- Finska liga: 1 (2005/06)

## Upokojene številke
- 2 - Eero Salisma
- 13 - Marko Palo
- 17 - Juha Hietanen
- 18 - Hannu Savolainen

## Znameniti hokejisti
Glej tudi Kategorija:Hokejisti HPK Hämeenlinna.
| - Riku Hahl - Jukka Hentunen - Josh Holden - Niko Kapanen - Rostislav Klesla - Janne Laukkanen | - Antti Miettinen - Pasi Nurminen - Antti Pihlström - Timo Pärssinen - Brian Rafalski - Karri Rämö | - Geoff Sanderson - Ville Siren - Petr Tenkrat - Hannu Toivonen - Jarkko Varvio - Miika Wiikman |